# Need Your Loving Tonight
Need Your Loving Tonight är en låt av det brittiska rockbandet Queen, utgiven 1980 på albumet The Game. Låten skrevs av basisten John Deacon och gavs ut som singel i USA och Japan i november 1980.

## Medverkande
- Freddie Mercury - sång och bakgrundssång, piano
- Brian May - leadgitarr, bakgrundssång
- Roger Taylor - trummor, percussion, bakgrundssång
- John Deacon - elbas, akustisk kompgitarr